# Дитмар, Егор Леонтьевич
Егор (Георгий) Леонтьевич фон Дитмар (нем. Georg Wilhelm von Ditmar; 18 (29) июня 1789, Псков, Псковское наместничество — 1852, Аренсбург, Эзельский уезд, Лифляндская губерния) — русский военачальник, генерал-майор (1827), эзельский уездный предводитель дворянства (ландмаршал).

## Биография
Происходил из остзейского немецкого нетитулованного дворянского рода Дитмаров. Родился 18 (29) июня 1789 года в Пскове, в семье майора Леонтия Ивановича (Людвига Каспара) фон Дитмара (нем. Ludwig Caspar Ditmar; 12.09.1742—04.12.1793) и его супруги, Елизаветы Шарлотты, урождённой фон Буксгевден (11.04.1747—16.06.1826); в семье было ещё четыре сына и четыре дочери. 
В 1807 году поступил прапорщиком в Павловский гренадерский полк. Принимал участие в Отечественной войне 1812 года и Заграничных походах (1813—1814).
Почти десять лет, с 16 декабря 1817 года по 2 октября 1827 года, командовал Углицким пехотным полком; с 8 июня 1818 года — полковник.
2 октября 1827 года был произведён в генерал-майоры. В 1829 году был назначен командиром 3-й бригады V пехотного корпуса. Участвовал в подавлении Польского восстания 1830—1831 годов в качестве командира 2-й бригады 15-й пехотной дивизии, затем был командиром 3-й бригады.
Выйдя в отставку, уехал в свое поместье на острове Эзель (ныне остров Сааремаа, Эстония); 17 декабря 1833 года был записан в матрикул Эзельского рыцарства (дворянскую книгу). С 1843 по 1849 год — Эзельский уездный предводитель дворянства (эта же должность по традиции называлась также «ландмаршал эзельского рыцарства»). Резиденция эзельского предводителя дворянства располагалась в уездном городе Аренсбурге (совр. Курессааре).
Скончался в Аренсбурге 7 (19) июня 1852 года (или 7 марта)

## Награды
- Золотая шпага «За храбрость» (19.12.1812)
- Орден Святого Владимира 4-й степени с бантом (03.06.1813)
- Орден Святой Анны 2-й степени (19.10.1813; императорская корона к ордену — 22.08.1826)
- Орден Святого Георгия 4-й степени за выслугу 25 лет (19.12.1829)

## Семья
Был женат с 5 января 1819 года на Вильгельмине Елизавете фон Моллер (04.04.1801—05.12.1876). Их дети:
- Константин (1819—1849)
- София (1829—1867), с 1851 года была замужем.
- Адельгейд (1831—1856)
- Наполеон (1834—1919), отставной гвардии поручик, заседатель эзельского земского суда (ландрихтер Эзельского ландгерихта; 1870—1885).
  - У него сын — Виктор Наполеонович Дитмар (1866—1935) — юрист, действительный статский советник (1913), товарищ обер-прокурора Правительствующего сената (1915); после революции 1917 года — советник дипломатической миссии Эстонии в Москве (1925), член Эстонского Верховного суда в Тарту.
- Виктор (1836—1854)
- Вильгельмина (1838—1839)
- Матильда (1840—1931), с 1861 года замужем за Эрнстом (Эрнстом Казимиром) фон Буксгевденом (1837—1884).
- Максимилиан (1844—1880).